# ZSD Nysa
A Nysa (ejtsd: Nisza) lengyelországi Nysa városában található ZSD járműgyár mikrobusz- és tehergépkocsi-márkája. Az első modellt 1952-ben, míg az utolsót 1994. február 13-án gyártották.

## Története
Elsősorban a lengyel rendőrség (milícia) és magyar munkásőrség számára készített kisbuszokat, illetve a magánszemélyek számára kisteherautókat, amelyek legtöbbjét a kék egy jellegzetes árnyalatára festették. Nálunk a rendszerváltás után fokozatosan kivonták őket a forgalomból, az 1990-es évek közepére szinte mindet leselejtezték.
1970 körül a kisbuszok elejét némileg áttervezték, ami után gyakorlatilag a cég bezárásáig semmilyen további változtatás, vagy fejlesztés nem történt. Az 1989 utáni Lengyelországban a Nysa sorsa ezáltal hamar megpecsételődött, kétséges volt, hogy valaha is privatizálni tudják-e a céget. Miután a lengyel milícia és a munkásőrség rendőrséggé szerveződött, elkezdte lecserélni a járműparkját is, a régi Nysákat új, nyugati gyártmányú kisbuszokra cserélve, ezzel végleg eldöntve a vállalat sorsát. A gyár 1994. február 3-án zárt be.
A Nysát, akárcsak a Żukot, szinte teljesen a régebbi Chevrolet kisbuszok mintájára tervezték. A lengyel rendőrségen kívül főleg farmerek vásárolták, de a keleti blokk országaiban kézbesítőkocsinak (kiváltképp Bulgáriában) vagy mentőautónak is használták, mivel roppant könnyen és gyorsan lehetett ki- és beszállni belőle. A legtöbb (777 darab) 1987-ben futott belőlük az utakon. Magyarországon 1960-tól az Országos Mentőszolgálat rendszeresített járműve a Nysa 521S volt. (Gyors elhasználódásuk miatt az OMSZ összesen 8100 darabot kapott. 1973-ig intenzív ellátást nyújtó rohamkocsiként is használták. Selejtezésük 1989-től kezdődött.)
A következő modelleket gyártották: N57, N58, N59, N60, N61, N63, 501, 503 és 521/522. Utóbbi több különböző kivitelben is készült: 521C (hűtőautó), 521F (zárt áruszállító), 521M (mikrobusz), 521S (mentőautó), 521T (Towos = személy- és áruszállító)

## Galéria

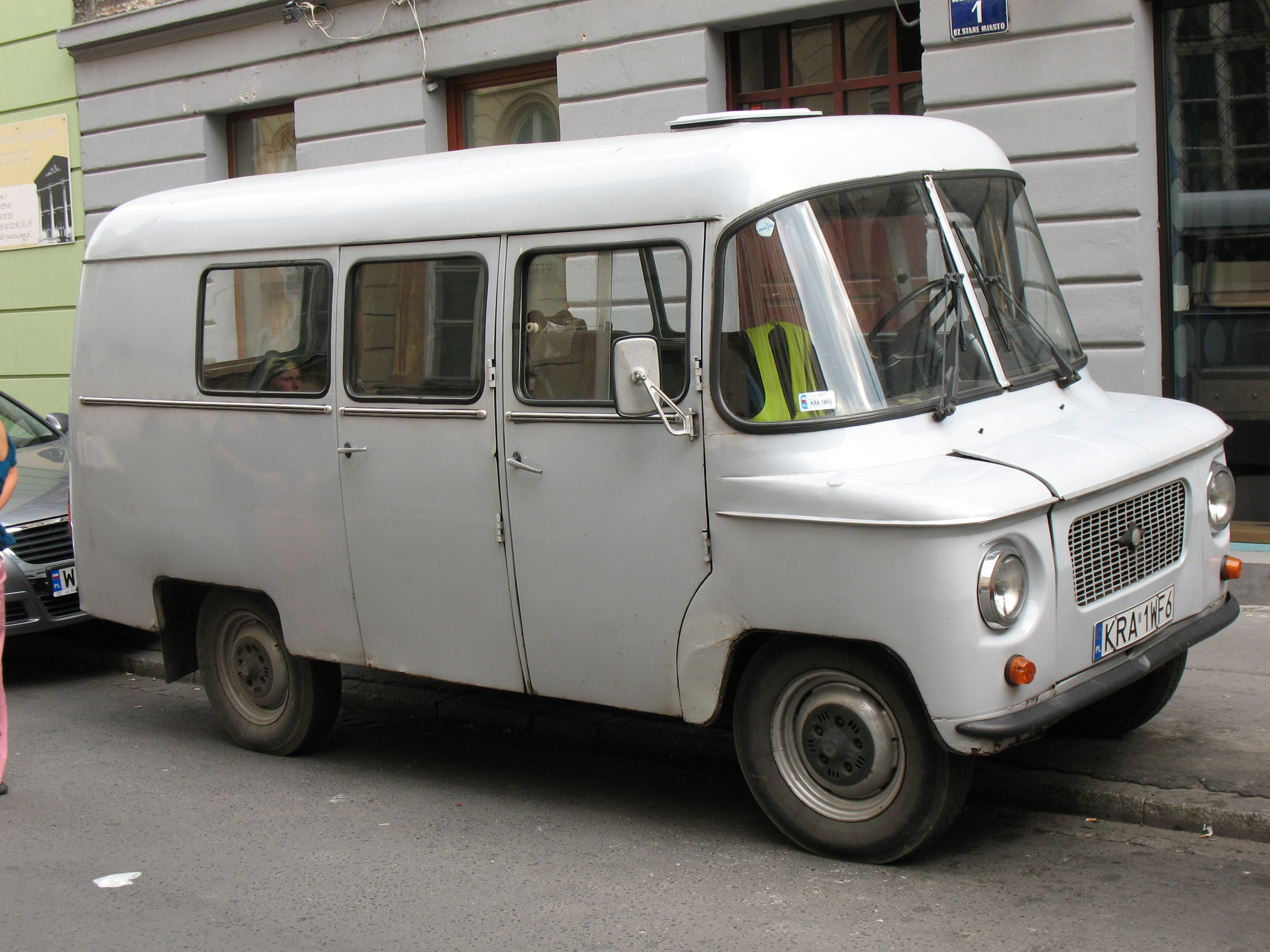
Egy megőrzött példány Krakkóban
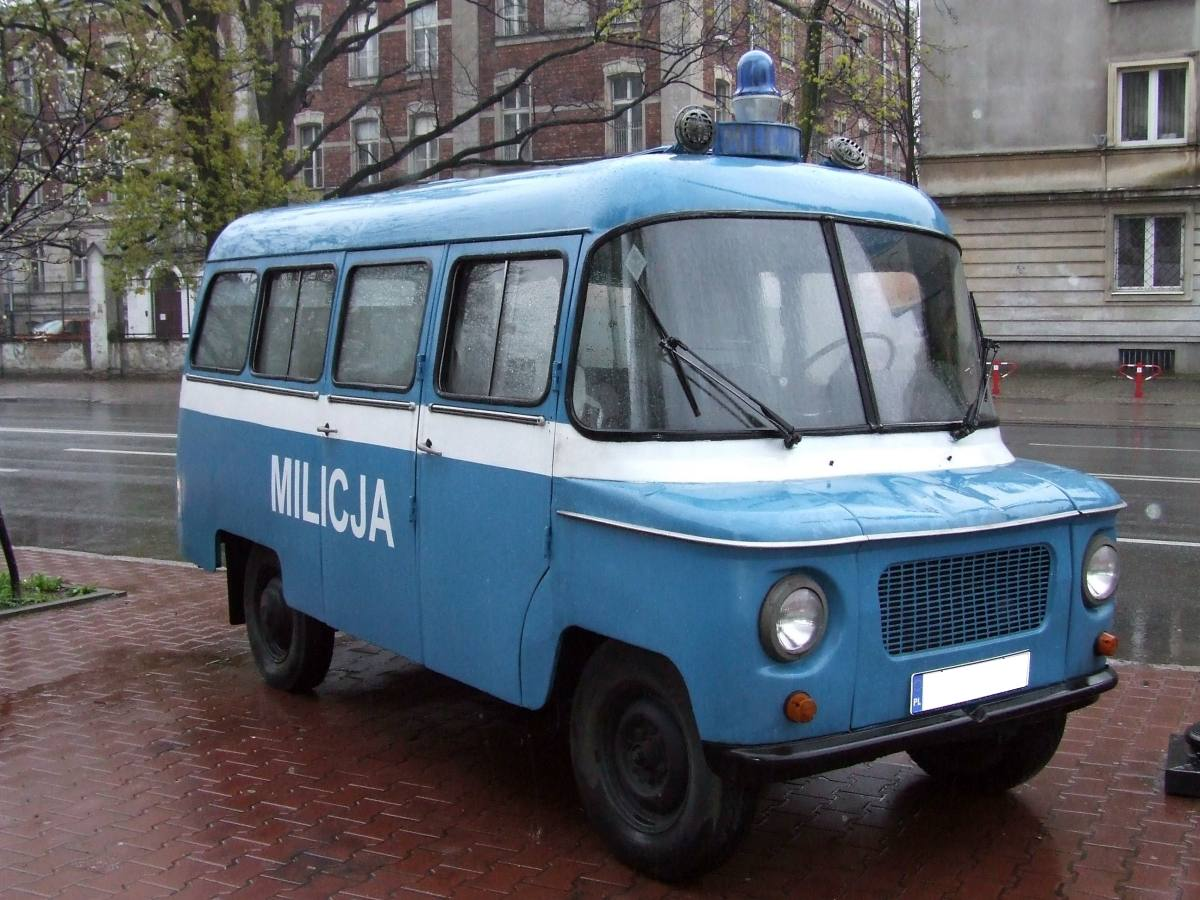
Rendőrségi csapatszállító Varsóban
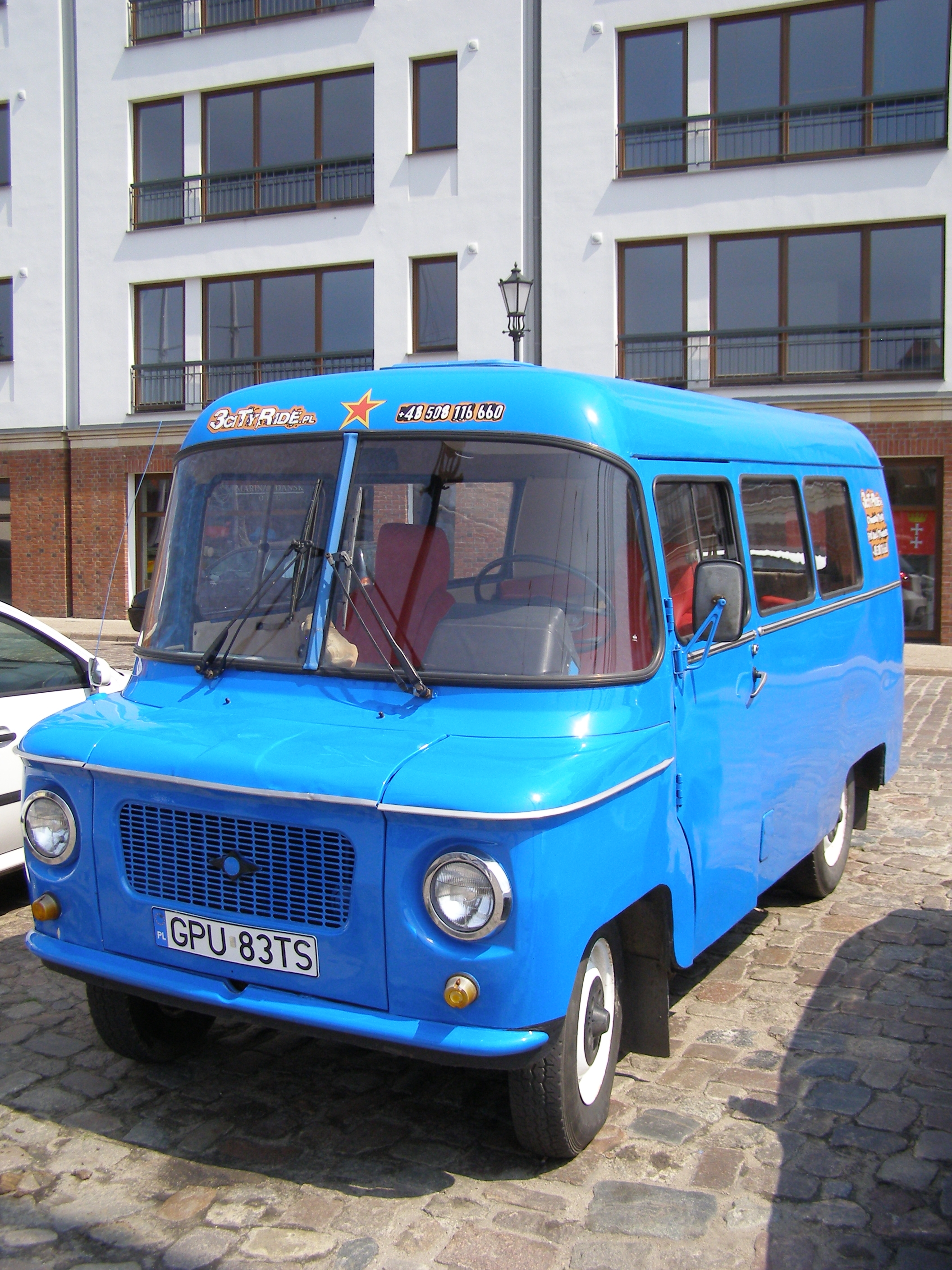
Nysa 522 mikrobusz
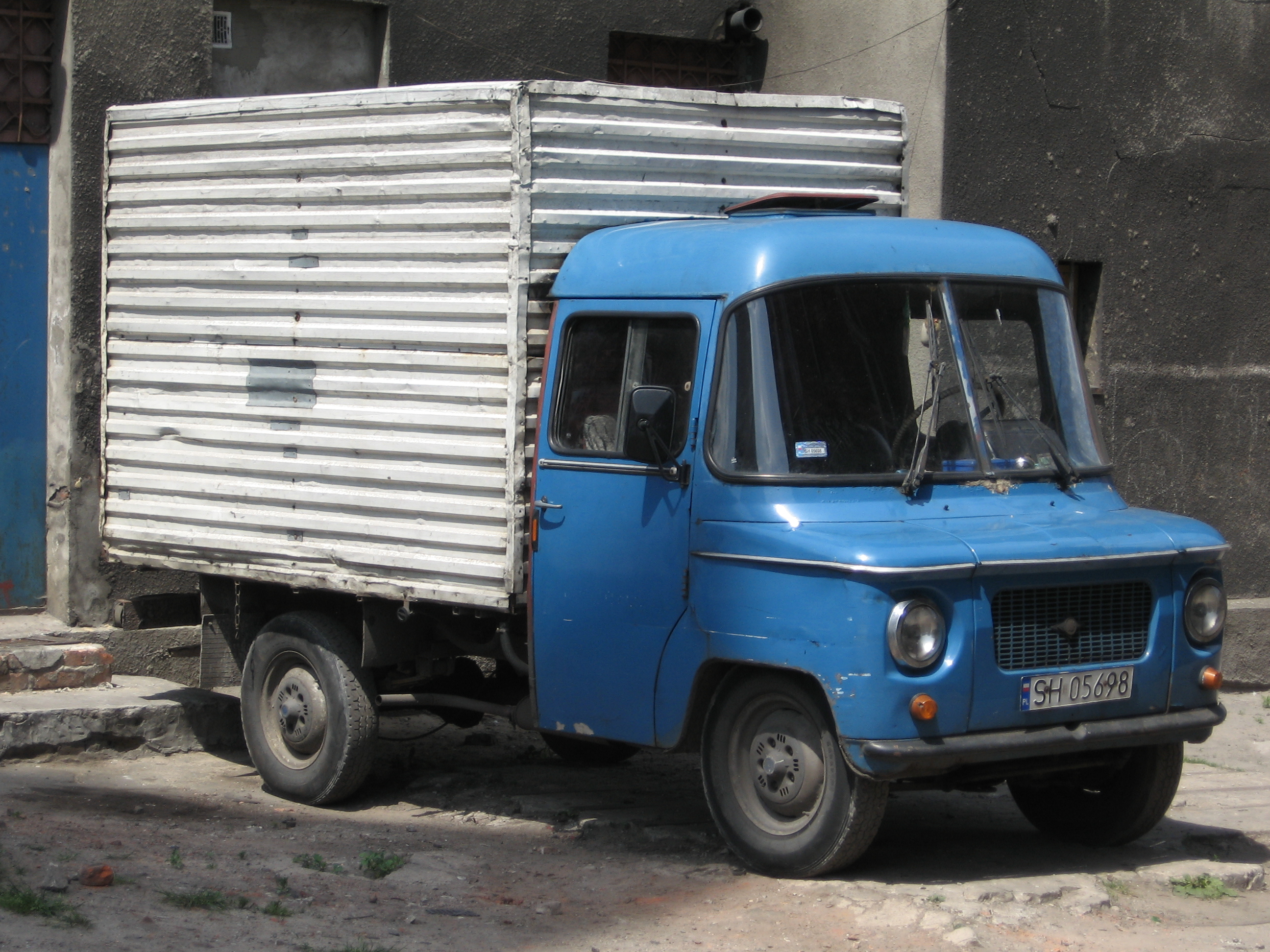
Nysa 522 kisteherautó
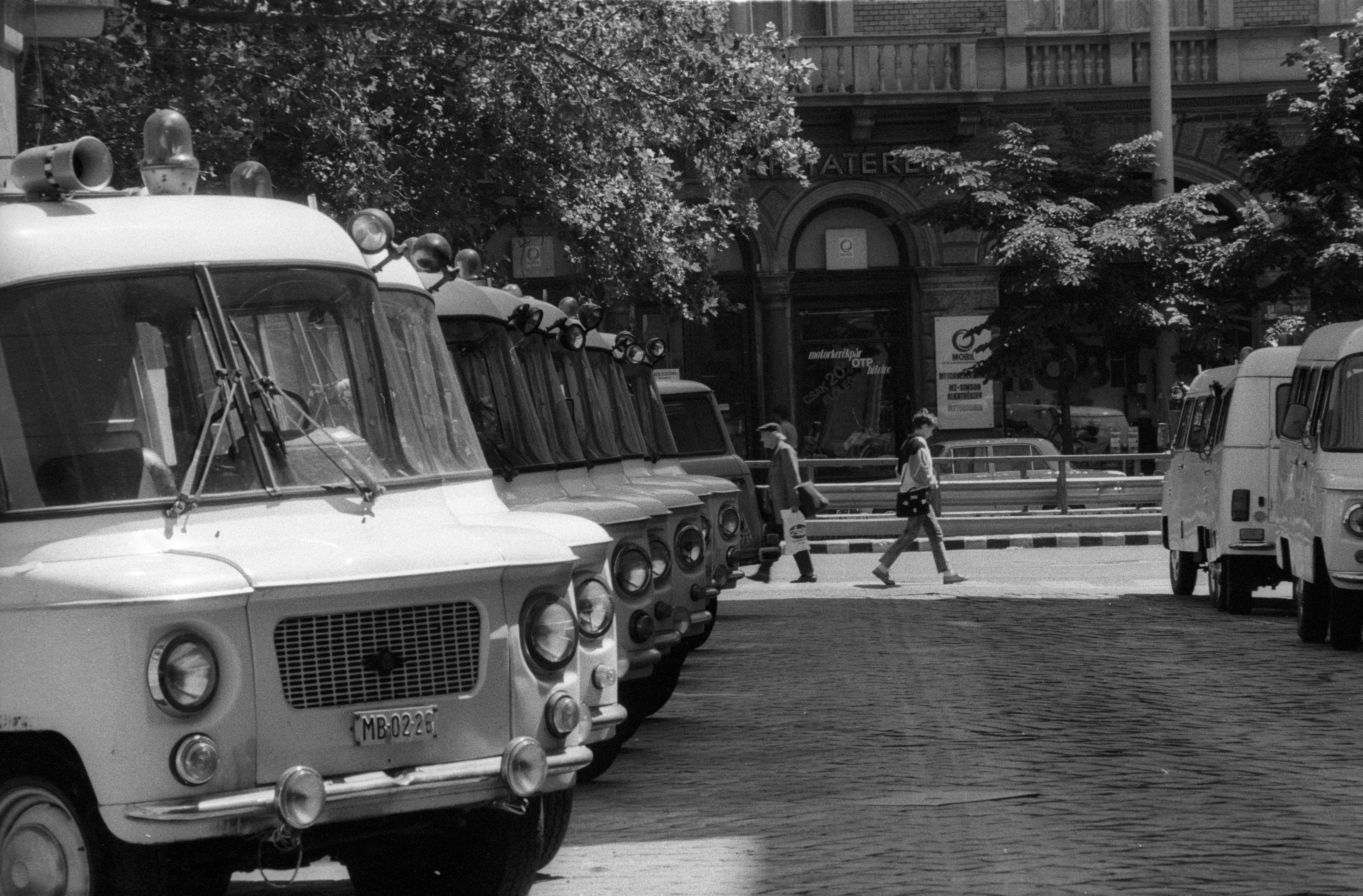
Nysa mentőautók a budapesti Markó utcában, 1990-ben